# Układ współrzędnych 2000

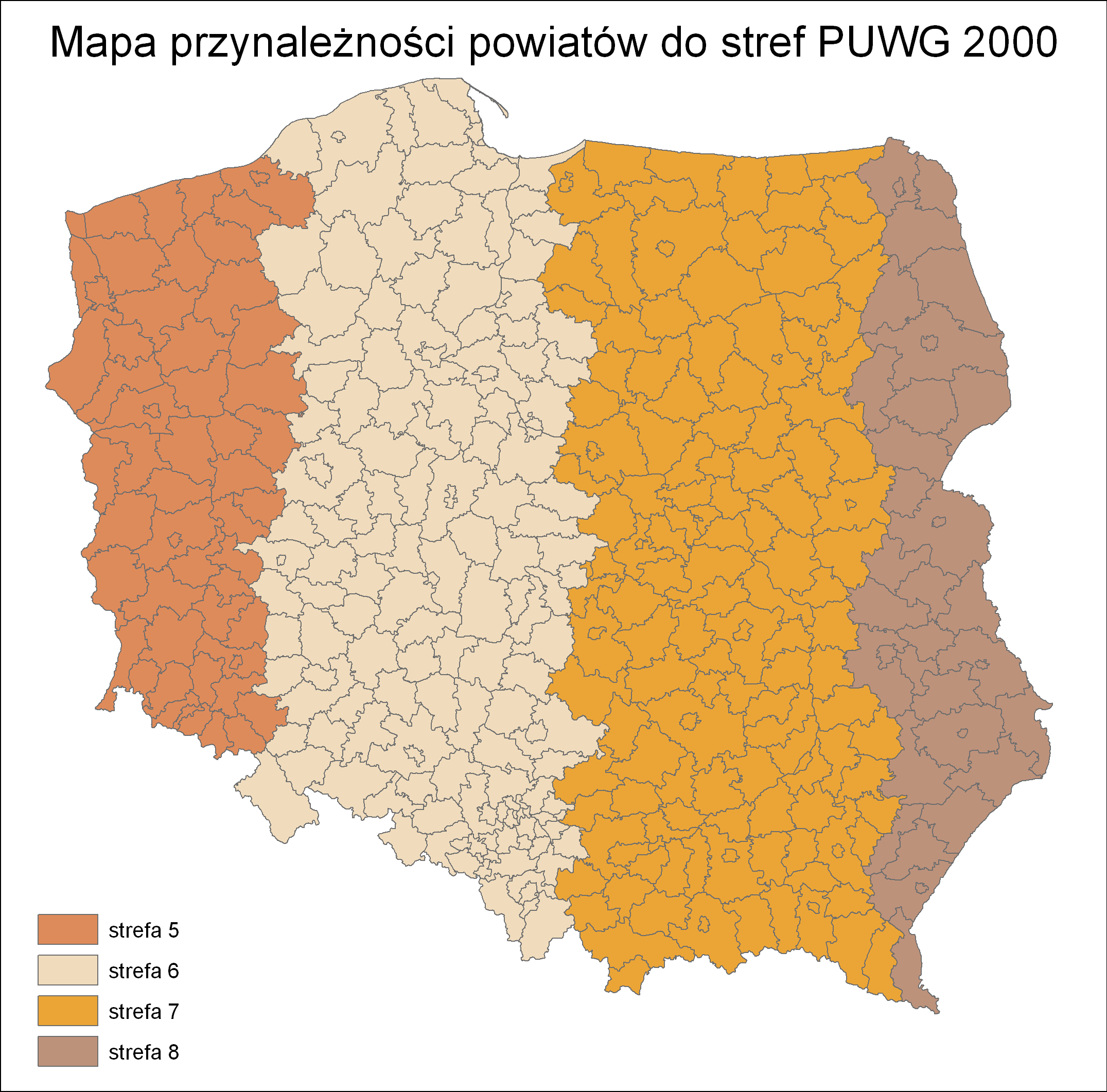
Mapa przynależności powiatów do stref Układu 2000

Układ współrzędnych 2000 (Państwowy Układ Współrzędnych Geodezyjnych 2000, PL-2000) – układ współrzędnych płaskich prostokątnych zwany układem „2000”, powstały w wyniku zastosowania odwzorowania Gaussa-Krügera dla elipsoidy GRS 80 (obecnie WGS 84) w czterech trzystopniowych strefach o południkach osiowych 15°E, 18°E, 21°E i 24°E, oznaczone odpowiednio numerami – 5, 6, 7 i 8. Skala długości odwzorowania na południkach osiowych wynosi m0 = 0,999923. Zniekształcenia na południku osiowym wynoszą −7,7 cm/km zaś na styku stref +7 cm/km.
Układ 2000 został wprowadzony Rozporządzeniem Rady Ministrów w sprawie państwowego systemu odniesień przestrzennych z 8 sierpnia 2000, od 1 stycznia 2010 jest to jedyny układ współrzędnych geodezyjnych obowiązujący w Polsce. Układ stosuje się na potrzeby wykonywania map w skalach większych od 1:10 000 – w szczególności mapy ewidencyjnej i mapy zasadniczej. Zastąpił on układ współrzędnych „1965”. 
Od roku 2012 zgodnie z nowym rozporządzeniem o państwowym systemie odniesień przestrzennych układ posiada oznaczenie PL-2000. Zastosowanie, elementy oraz parametry techniczne m.in. układu 2000 reguluje rozporządzenie Rady Ministrów z 15 października 2012 roku.
W układzie tym koncepcja nawiązuje do dawnego układu współrzędnych „1942”. Różnica polega jednak na odmienności przyjętych elipsoid odniesienia oraz na zastosowaniu dodatkowej skali podobieństwa (skali kurczenia na południkach środkowych).

## Współrzędne
Współrzędne punktu, jednoznacznie identyfikujące go w ramach obszaru całego kraju, wyznaczane są z zależności:
{\displaystyle X_{2000}=m_{0}\cdot x_{GK}}
{\displaystyle Y_{2000}=m_{0}\cdot y_{GK}+500000,0+c\cdot 1000000}
gdzie:
- m0 = 0,999923 (skala odwzorowania),
- xGK, yGK – współrzędne Gaussa-Krugera. yGK rośnie z zachodu na wschód zaś xGK z południa na północ,
- c = L0/3 – cecha strefy, L0 – długość południka osiowego wybranej strefy.

## Numeracja arkuszy
Podstawą do określenia formatów i arkuszy mapy zasadniczej jest arkusz w skali 1:10000 terenu o wymiarach 5 km/8 km. 

### Godło arkusza w skali 1:10000
Godło to tworzy grupa trzech liczb rozdzielonych kropkami. 
- Pierwsza liczba (jednocyfrowa) oznacza numer 5, 6, 7 lub 8 pasa odwzorowania, wynikający z podzielenia wartości południka osiowego przez trzy, np. 15°/3 = 5.
- Druga liczba (trzycyfrowa) określa numer rzędu i stanowi liczbę całkowitą ilorazu: (xi − 4920)/5, gdzie xi to współrzędna dowolnego punktu wyrażona w kilometrach od równika.
- Trzecia liczba (dwucyfrowa) określa numer kolumny i stanowi liczbę całkowitą ilorazu: (yi − 332)/8, gdzie yi to współrzędna dowolnego punktu wyrażona w kilometrach bez początkowej cyfry oznaczającej numer pasa odwzorowawczego.

### Godło arkuszy mapy w skalach: 1:5000, 1:2000, 1:1000 oraz 1:500
Godło w tych skalach jest godłem arkusza 1:10000, uzupełnionym cechami wynikającymi z następującego podziału:
- arkusz 1:10000 dzieli się na cztery (4) arkusze 1:5000 – oznaczone cyframi od 1 do 4
- arkusz 1:10000 dzieli się na dwadzieścia pięć (25) arkuszy 1:2000 – oznaczone liczbami od 01 do 25
- arkusz 1:2000 dzieli się na cztery (4) arkusze 1:1000 – oznaczone cyframi od 1 do 4
- arkusz 1:1000 dzieli się za cztery (4) arkusze 1:500 – oznaczone cyframi od 1 do 4

Przykładowe godła arkuszy w poszczególnych skalach:
- 1:10000 – 7.132.33
- 1:5000 – 7.132.33.2
- 1:2000 – 7.132.33.19
- 1:1000 – 7.132.33.19.2
- 1:500 – 7.132.33.19.2.4

## KodyEPSG
| Strefa V    | 2176 |
| Strefa VI   | 2177 |
| Strefa VII  | 2178 |
| Strefa VIII | 2179 |